# Hamburger Kammerspiele
Pour les articles homonymes, voir Kammerspiele.
L’Hamburger Kammerspiele est un théâtre de Hambourg situé dans le quartier de Rotherbaum (en) de l'arrondissement d'Hamburg-Eimsbüttel. Il fut créé en 1918 par Erich Ziegel.

## Œuvres y ayant été jouées
- 1947 : Dehors devant la porte de Wolfgang Borchert (création au théâtre après sa création radiophonique)
- 1948 : Médée de Jean Anouilh (création)

## Personnalités y ayant travaillé
- Erich Engel
- Ernst Fritz Fürbringer
- Corinne Jaber
- Sigurd Leeder
- Leo Reuss
- Charlotte Schwab